# Papaver cylindricum
Papaver cylindricum är en vallmoväxtart som beskrevs av James Cullen. Papaver cylindricum ingår i släktet vallmor, och familjen vallmoväxter. Inga underarter finns listade i Catalogue of Life.